# Matangi (album)
„Matangi” este cel de-al patrulea album de studio al artistei Britanice M.I.A., lansat pe data de 1 noiembrie 2013 cu propria ei casă de discuri, N.E.E.T. Recordings, prin intermediul lui Interscope Records.

## Lista pieselor
| Nr.             | Titlu                            | Autor(i)                                                        | Producător(i)                 | Lungime |  |
| 1.              | „Karmageddon”                    | Maya Arulpragasam Sugu Arulpragasam Martin McKinney Dave Taylor | Sugu Doc McKinney Switch      | 1:34    |  |
| 2.              | „Matangi”                        | M. Arulpragasam Taylor Kyle "Micky Park" Edwards                | Switch So Japan               | 5:12    |  |
| 3.              | „Only 1 U”                       | M. Arulpragasam Taylor Kyle "Micky Park" Edwards                | Switch M.I.A. So Japan Surkin | 3:12    |  |
| 4.              | „Warriors”                       | M. Arulpragasam Chauncey Hollis                                 | Hit-Boy                       | 3:41    |  |
| 5.              | „Come Walk with Me”              | M. Arulpragasam Taylor                                          | Switch                        | 4:43    |  |
| 6.              | „aTENTion”                       | M. Arulpragasam Taylor                                          | Switch                        | 3:40    |  |
| 7.              | „Exodus” (featuring The Weeknd)  | M. Arulpragasam Taylor Abel Tesfaye Carlo Montagnese McKinney   | Switch                        | 5:08    |  |
| 8.              | „Bad Girls”                      | M. Arulpragasam Nate Hills Marcella Araica                      | Danja                         | 3:47    |  |
| 9.              | „Boom Skit”                      | M. Arulpragasam Hollis R. Muhammed                              | Hit-Boy Haze Banga            | 1:15    |  |
| 10.             | „Double Bubble Trouble”          | M. Arulpragasam Ruben Fernhout Jerry Leembruggen Rypke Westra   | The Partysquad                | 2:59    |  |
| 11.             | „Y.A.L.A.”                       | M. Arulpragasam Fernhout Leembruggen J. Brightman               | The Partysquad                | 4:23    |  |
| 12.             | „Bring the Noize”                | M. Arulpragasam Surkin                                          | Switch Surkin                 | 4:35    |  |
| 13.             | „Lights”                         | M. Arulpragasam S. Arulpragasam Rosalee Pfeffer                 | Sugu Switch                   | 4:35    |  |
| 14.             | „Know It Ain't Right”            | M. Arulpragasam McKinney                                        | McKinney                      | 3:42    |  |
| 15.             | „Sexodus” (featuring The Weeknd) | M. Arulpragasam McKinney Tesfaye Montagnese                     | Hit-Boy Haze Banga            | 4:50    |  |
| Lungime totală: | Lungime totală:                  | Lungime totală:                                                 | Lungime totală:               | 57:16   |  |

## Clasamente
| Clasament (2013)                                    | Poziție maximă |
| --------------------------------------------------- | -------------- |
| Australia (ARIA)                                    | 99             |
| Australia (ARIA Urban)                              | 12             |
| Belgia (Ultratop Flanders)                          | 47             |
| Belgia (Ultratop Wallonia)                          | 62             |
| Franța (SNEP)                                       | 96             |
| Grecia (IFPI)                                       | 60             |
| Japonia (Oricon)                                    | 93             |
| Elveția (Schweizer Hitparade)                       | 61             |
| Regatul Unit (UK Albums)                            | 64             |
| Regatul Unit (R&B Albums)                           | 4              |
| Statele Unite ale Americii (Billboard)              | 23             |
| Statele Unite ale Americii (Dance/Electonic Albums) | 1              |
| Statele Unite ale Americii (Rap Albums)             | 4              |

## Datele lansărilor
| Țară                       | Dată              | Format                 | Casa de discuri     | Ref.          |
| -------------------------- | ----------------- | ---------------------- | ------------------- | ------------- |
| Irlanda                    | 1 noiembrie 2013  | CD                     | Virgin EMI          | [ 25 ]        |
| Țările de Jos              | 1 noiembrie 2013  | CD                     | Universal           | [ 26 ]        |
| Australia                  | 4 noiembrie 2013  | CD Descărcare digitală | Universal           | [ 27 ] [ 28 ] |
| Franța                     | 4 noiembrie 2013  | CD Descărcare digitală | Universal           | [ 29 ] [ 30 ] |
| Germania                   | 4 noiembrie 2013  | CD Descărcare digitală | Universal           | [ 31 ] [ 32 ] |
| Italia                     | 4 noiembrie 2013  | Descărcare digitală    | Universal           | [ 33 ]        |
| Țările de Jos              | 4 noiembrie 2013  | Descărcare digitală    | Universal           | [ 34 ]        |
| Regatul Unit               | 4 noiembrie 2013  | CD descărcare digitală | Virgin EMI          | [ 35 ] [ 36 ] |
| Italia                     | 5 noiembrie 2013  | CD                     | Universal           | [ 37 ]        |
| Polonia                    | 5 noiembrie 2013  | CD                     | Universal           | [ 38 ]        |
| Statele Unite ale Americii | 5 noiembrie 2013  | CD descărcare digitală | N.E.E.T. Interscope | [ 39 ] [ 40 ] |
| Japonia                    | 6 noiembrie 2013  | Descărcare digitală    | Universal           | [ 41 ]        |
| Japonia                    | 20 noiembrie 2013 | CD                     | Universal           | [ 42 ]        |
| Germania                   | 25 noiembrie 2013 | LP                     | Universal           | [ 43 ]        |
| Statele Unite ale Americii | 25 noiembrie 2013 | LP                     | N.E.E.T. Interscope | [ 44 ]        |